# West of Zanzibar (1928)
West of Zanzibar is een Amerikaanse dramafilm uit 1928 onder regie van Tod Browning. Destijds werd de film in Nederland uitgebracht onder de titel Ten westen van Zanzibar.

## Verhaal
De goochelaar Phroso is getrouwd met Anna, maar zij wil hem verlaten voor Crane. De twee mannen raken slaags en als gevolg van dat gevecht wordt Phroso kreupel. Enkele maanden later treft Phroso zijn vrouw dood aan met een pasgeboren dochter aan haar zij. Achttien jaar later heerst Phroso over een oerwoudrijk in Oost-Afrika. Hij wil zich wreken op Crane.

## Rolverdeling
| Acteur             | Personage |
| ------------------ | --------- |
| Lon Chaney         | Phroso    |
| Lionel Barrymore   | Crane     |
| Mary Nolan         | Maizie    |
| Warner Baxter      | Doc       |
| Jacqueline Gadsdon | Anna      |
| Tiny Ward          | Tiny      |
| Kalla Pasha        | Babe      |
| Curtis Nero        | Bumbu     |